# Друст VI
Друст або Дрест VI мас Доннел (*Drest mac Domnal, д/н —677 або 678) — король Піктії у 663-672 роках.

## Життєпис
Був сином Доннела. Про дату й місце народження нічого невідомо. У 663 році після смерті свого брата Гартнарта IV. Втім із самого початку стикнувся з повстаннями піктів. Після деякого придушення спротиву Друст VI став планувати відвоювання північних земель, захоплених раніше королівством Нортумбрія. У 664 році облаштував потужну фортецю в області Фортренн. У 669 році здобув перемогу над повсталою знаттю піктів.
670 року, скориставшись смертю нортумбрійського короля Освіу та боротьбою його спадкоємця Егфріта з королівством Мерсія, піктський король рушив на визволення земель південної піктії. Тут повстали місцеві пікти. Втім Друст VI не зміг здобути вагомих успіхів, зазнавши низки поразок. Невдоволені вожді повалили короля, поставивши замість нього Бруде мак Біле.
Про подальшу діяльність колишнього володаря Піктії нічого невідомо. Знано, що він помер у вигнанні (ймовірно в Ольстері) 677 або 678 року.